# Tantéga
Tantéga är ett arrondissement i kommunen Matéri i Benin. Den hade 16 625 invånare år 2002.